# Avenue Roger-Salengro (La Courneuve)
Pour les articles homonymes, voir Avenue Roger-Salengro.
L`avenue Roger-Salengro à La Courneuve (France), est un axe majeur de cette commune,. Une partie de son tracé se trouve cependant sur la commune de Saint-Denis.

## Situation et accès

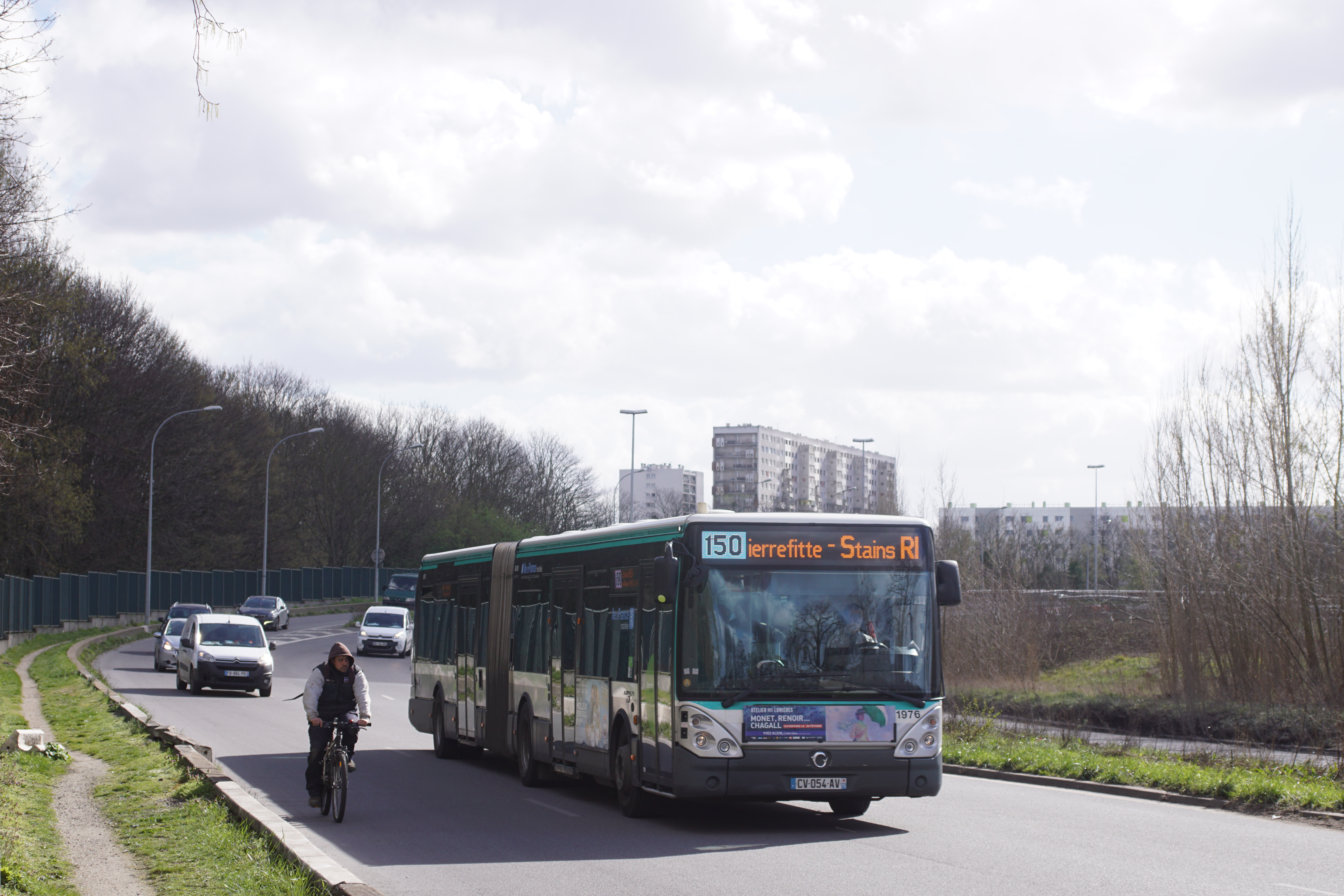
Irisbus Citelis 18,ligne 150.1, avenue Roger-Salengro en 2020.

L'avenue Roger-Salengro qui suit le tracé de l'ex-route nationale 301 actuellement D901 est desservie par la ligne 1 du tramway d'Île-de-France.
Au nord, sur le territoire de Saint-Denis, elle commence son tracé à la limite de Stains, sur le cours de l'ancien ru de la Vieille Mer. Franchissant ensuite la limite de La Courneuve, elle passe sous l'autoroute du Nord et se termine à la route départementale 986.

## Origine du nom
Cette avenue a été renommée en hommage à Roger Salengro (1890-1936), homme politique.

## Historique

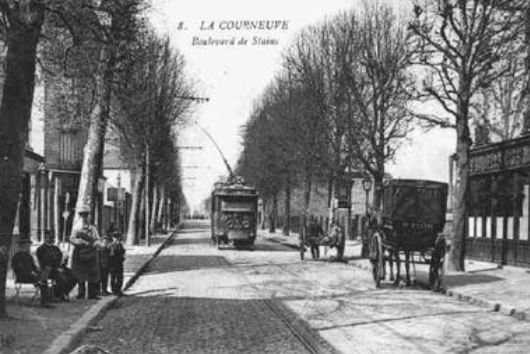
Le boulevard de Stains vers 1900.

Cette voie de communication fait partie de l'ancien chemin qui menait du village d'Aubervilliers à Stains et portait sur son tracé, le nom de route de Stains puis, au nord, route d'Aubervilliers.

## Bâtiments remarquables et lieux de mémoire
- Vieux cimetière de La Courneuve, contemporain de l'église Saint-Lucien.
- Cité des 4000, construite dès 1956[5].
- Moulin Fayvon[6], moulin du XIIe siècle autrefois alimenté par le Croult[7].
- Stade Marville, ancien champ de courses de Saint-Denis.
- Parc Georges-Valbon, ouvert en 1970.